# 国見町観月台文化センター
国見町観月台文化センター（くにみまちかんげつだいぶんかセンター）は、福島県伊達郡国見町にある多目的ホール。

## 概要
1994年3月開館。館内は、500人収容の中ホールの他、公民館、図書室、歴史資料室、会議室、茶室を備えた複合的な施設となっている。
敷地内には、附帯施設として、体育館と福島県指定重要文化財の旧佐藤家住宅がある他、高さ28mのシンボルタワーが設けられている。
中ホールには、世界三大ピアノ製造メーカーと言われるベーゼンドルファー製のピアノがある。
町内の学校行事や自主事業等、様々な文化活動に使用されている。

## アクセス
- JR東北本線藤田駅下車徒歩5分。
- 駐車場が100台分確保されており、車での来場も可能。